# Mikojan-Gurewitsch MiG-29
Die Mikojan-Gurewitsch MiG-29 (russisch Микоян-Гуревич МиГ-29, NATO-Codename: Fulcrum, deutsch Angelpunkt eines Hebels) ist ein zweistrahliges Kampfflugzeug, das in der Sowjetunion entwickelt wurde.

## Historische Entwicklung
Zur Zeit des Kalten Krieges wurden 1972 in der sowjetischen Militärführung erste Überlegungen über eigene Flugzeugmodelle angestellt, die den US-amerikanischen Neuentwicklungen F-15 und F-16 ebenbürtig sein sollten. Im Laufe dieses Prozesses wurden die Entwürfe von Suchoi und MiG für die Prototypenphase ausgewählt. Die MiG-29 wurde dabei als Flugzeug für die Frontfliegerkräfte geplant, das unter Feldbedingungen auf unbefestigten Startplätzen einsatzfähig sein sollte. Es hatte die Aufgabe, die Streitkräfte direkt zu unterstützen. Das schloss auch die direkte Verteidigung von Flugplätzen oder Städten ein. Ferner wurde die Bekämpfung von Marschflugkörpern zumindest vorgesehen.
Am 6. Oktober 1977 flog der erste Prototyp der MiG-29; am Steuerknüppel saß MiG-Cheftestpilot Alexander Fedotow.
Bald folgten weitere Prototypen und erfolgreiche Tests. Dennoch traten einige Probleme auf, die Änderungen notwendig machten. Zum einen musste das Bugfahrwerk etwas weiter nach hinten verlegt werden, da die Tests ergaben, dass bei Start oder Landung aufgewirbelte Fremdkörper die Schutzklappen der Lufteinläufe durchschlagen und die Triebwerke zerstören konnten. Weiterhin wurden unterhalb der Seitenleitwerke kleine Stabilisierungsflossen installiert, um Richtungsstabilität und Trudelverhalten zu verbessern. Nach der Optimierung der Seitenruder konnte ab 1984 auf diese Flossen wieder verzichtet werden. Eine letzte Änderung betraf die Bewaffnung. Die Doppelrohrkanone Grjasew-Schipunow GSch-30-2 wurde durch die einläufige GSch-301 ersetzt, was eine Masseeinsparung von 50 Prozent ergab.
Insgesamt flogen alle 14 Prototypen über 2500 Stunden, wobei zwei Maschinen durch Triebwerksausfälle verloren gingen.
Ende 2019 befanden sich noch etwa 790 Exemplare im Einsatz.

## Konstruktion

Dreiseitenriss

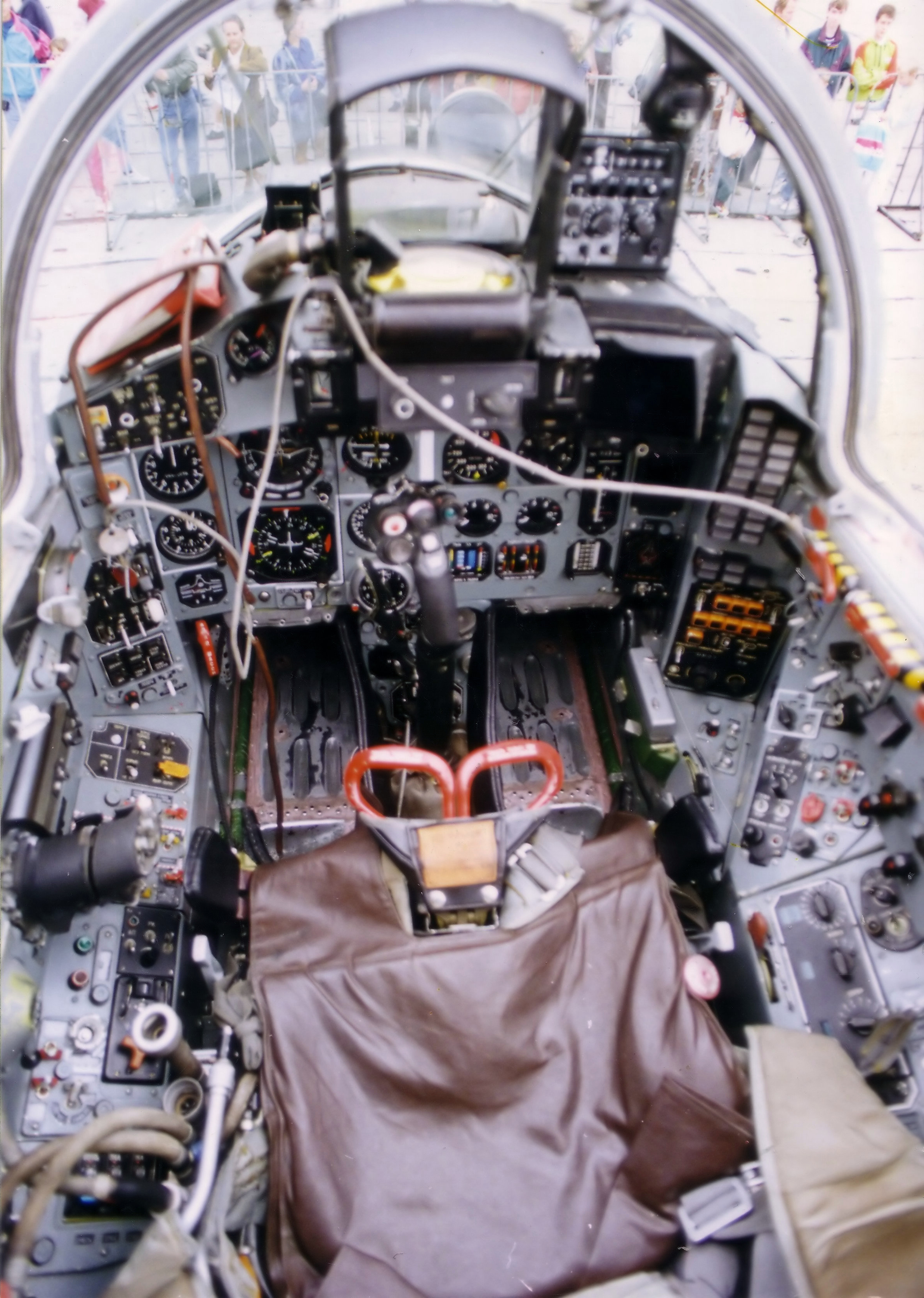
Cockpit einer MiG-29A

Von diesem wendigen Kampfflugzeug – so kann die MiG-29 kurzzeitig auf ihrem eigenen Schubstrahl stehen (so genanntes Kobramanöver) – wurde eine große Anzahl von Varianten gebaut und erprobt. Die Tragflächenkonstruktion mit breiter Flügelwurzel bringt einen großen Teil des Auftriebs durch den Rumpfansatz, was die Langsamflugeigenschaften verbessert. Typisch für die MiG-29 sind die großen Klappen, die die Luftansaugschächte der Triebwerke am Boden abdecken, um ein Eindringen von Fremdkörpern zu vermeiden. Beim Start saugen die Triebwerke Luft über Lamellenschächte auf der Rumpfoberseite an. Am Heck befinden sich die Luftbremse sowie ein Bremsschirm.
Die Maschine besitzt einen 16-Bit-Bordcomputer, einen Frontscheibenprojektor (HUD) zuzüglich eines Monitors, eine bordeigene Fehlererkennung (Aekran) und zwei Sensorsysteme. Mit dem Radar können entferntere Luftziele (Reichweite 70 km) erfasst werden und mit dem Infrarotzielsystem/Laserentfernungsmesser (Reichweite 7 km, Laserklasse 3 in Deutschland) wird die Aufklärung näherer Ziele verbessert. Bemerkenswert ist eine Helmvisieranlage, die es dem Piloten erlaubt, per Kopfbewegung ein Ziel anzuvisieren. Die Zielsuchköpfe der Raketen erhalten dann automatisch die Zielparameter.
Die bisher einzige Konfrontation zwischen MiG-29 und F-16 während des Kosovokrieges 1999 endete jedoch mit dem Abschuss der serbischen MiG durch eine niederländische F-16. Möglicherweise gab es einen weiteren Abschuss durch eine US-amerikanische F-16.
Obwohl die MiG-29 bereits über 40 Jahre alt ist, wird das Modell nach wie vor gebaut. Die Serienfertigung wurde von Anfang an für hohe Stückzahlen ausgelegt. Das Flugzeug befindet sich in einem ständigen Modernisierungs- und Diversifizierungsprozess. Eine Vielzahl verbesserter Modelle wurde seit dem Ende der 1970er-Jahre gebaut. Bei der MiG-33 handelt es sich weniger um ein Nachfolgemodell als um eine kampfwertgesteigerte Version der MiG-29. Weitere bekannte Varianten sind die MiG-29 SMT (einsitziges Mehrzweckkampfflugzeug), MiG-29 UB (zweisitziger Trainer) und MiG-29 K (für den Einsatz auf Flugzeugträgern geeignet). Die MiG-29 K wird auf dem einzigen Flugzeugträger der russischen Seekriegsflotte, der Admiral Kusnezow, und auf dem indischen Träger Vikramaditya eingesetzt. Die neuesten Varianten sind die MiG-29 M und ihre zweisitzige Version, die MiG-29 M2, bei denen insbesondere die Feuerleit-, Ortungs- und Bedienungssysteme verbessert wurden. Die MiG-29M wird auch als Mehrzweckvariante bezeichnet. Neben den stärkeren RD-33K-Triebwerken verfügt sie über eine vierfach redundante Fly-by-Wire-Flugsteuerung. Außerdem ist ein Doppler-Bordradar Fasotron N010 sowie ein Infrarot-/TV-/Laser-System OLS-M eingebaut.
Auf der Internationalen Luft- und Raumfahrtausstellung 2006 wurde erstmals außerhalb Russlands die neueste Version der MiG-29 gezeigt: Die MiG-29M OWT verfügt mit ihrer dreidimensionalen Schubvektorsteuerung über eine erhöhte Manövrierfähigkeit. Der Abgasstrahl der beiden Triebwerke vom Typ Klimow RD-33MKB kann dabei in einem Winkel von bis zu 15 Grad nach allen Richtungen abgelenkt werden. Diese Neuheit wurde nach dem Erstflug des Prototyps im August 2003 anlässlich des Moskauer Aerosalons MAKS 2005 der Öffentlichkeit vorgeführt.
Die MiG-29 war bei ihrer Indienststellung in Bezug auf die Avionik gegenüber vergleichbaren Flugzeugen im Nachteil. Das macht sich vor allem bei Beyond-Visual-Range-Taktiken (BVR, engl. für außerhalb der Sichtweite) bemerkbar. Da die amerikanischen Jagdflugzeuge (F-15 usw.) zum Zeitpunkt der Indienststellung der MiG-29 bereits über ein automatisches Suchsystem für BVR verfügten, war die MiG ihnen im Fernkampf unterlegen. Im Gegensatz dazu war und ist sie immer noch einigen Kampfflugzeugen im Kurvenkampf überlegen. MiG-29-Piloten, die gegen im Fernkampf überlegene Maschinen antreten, versuchen den Gegner in den Kurvenkampf zu locken, um die Manövrierfähigkeit des eigenen Flugzeugs in Verbindung mit der Wympel R-73-Luft-Luft-Rakete, die mit dem Helmvisier ins Ziel geleitet werden kann, auszunutzen. Die Exportvarianten verwenden teilweise französische oder japanische Avionik.

## Versionen

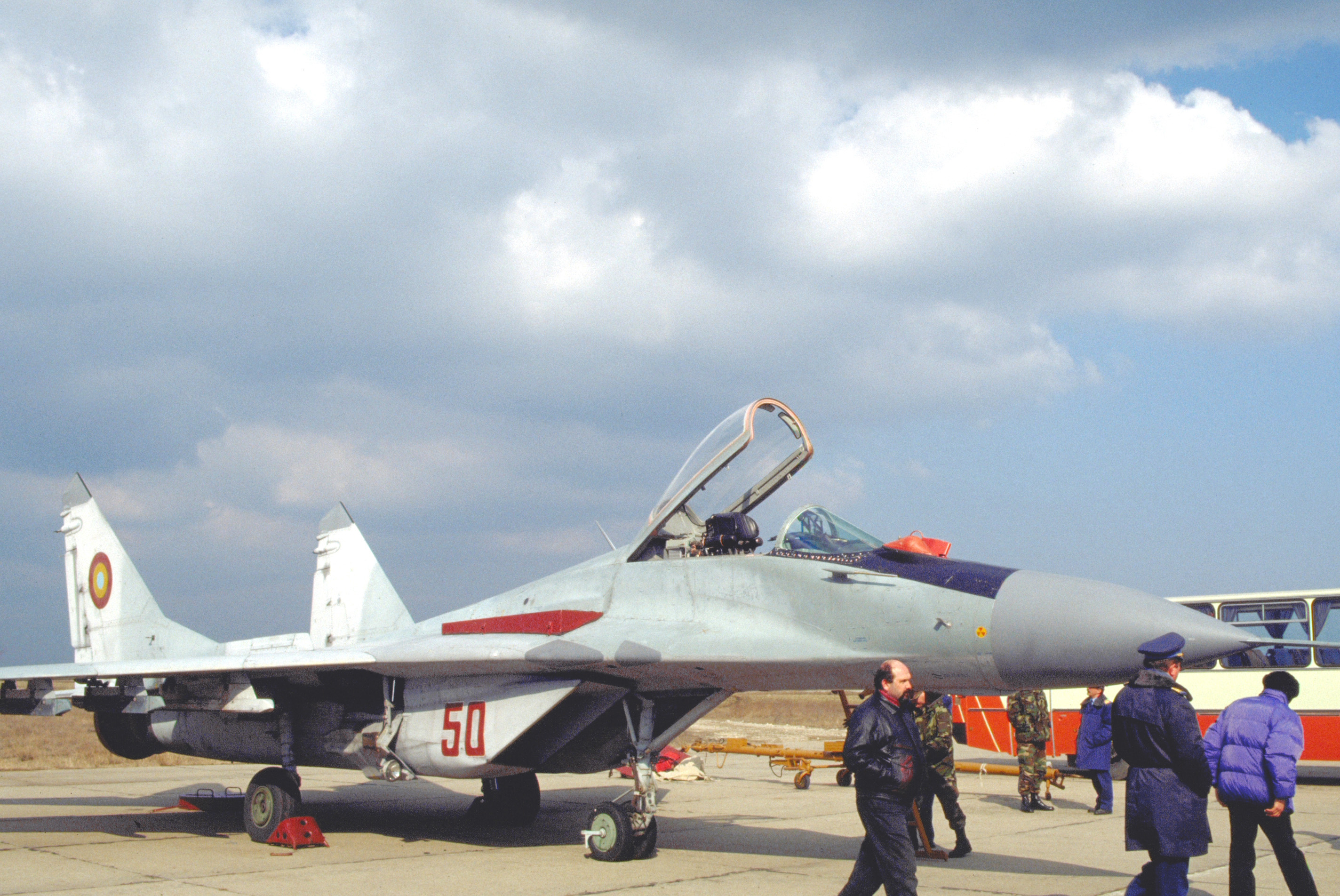
MiG-29 (Fulcrum A) der rumänischen Luftwaffe, Constanța 1996

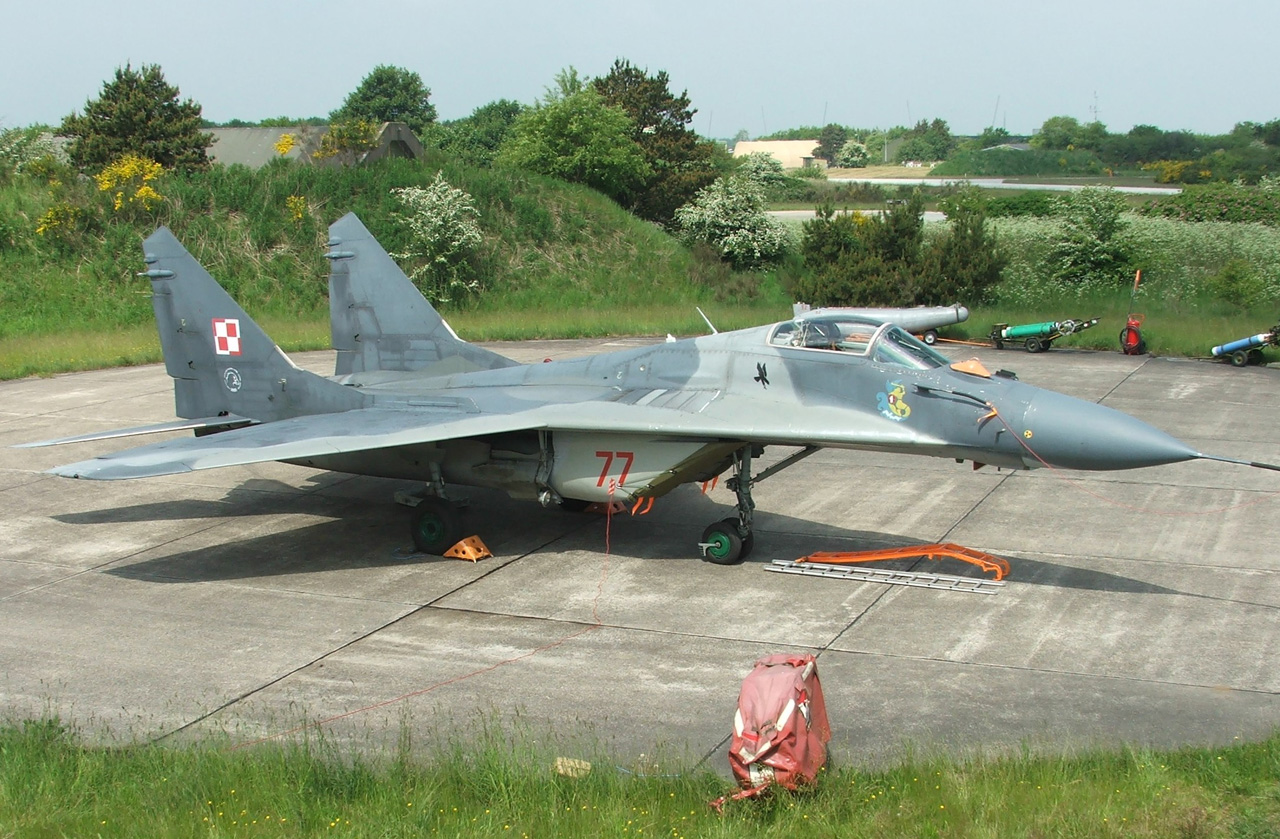
Polnische MiG-29A, Skrydstrup 2006

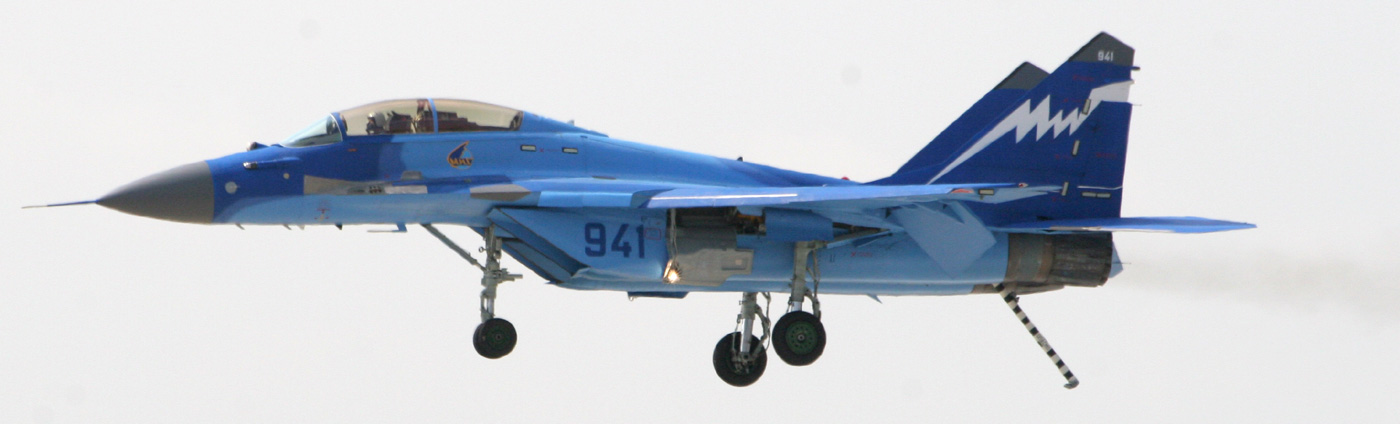
MiG-29KUB mit großer Doppelspalt-Landeklappe und ausgeklapptem Fanghaken auf der MAKS 2007

MiG-29OWT. ILA 2006

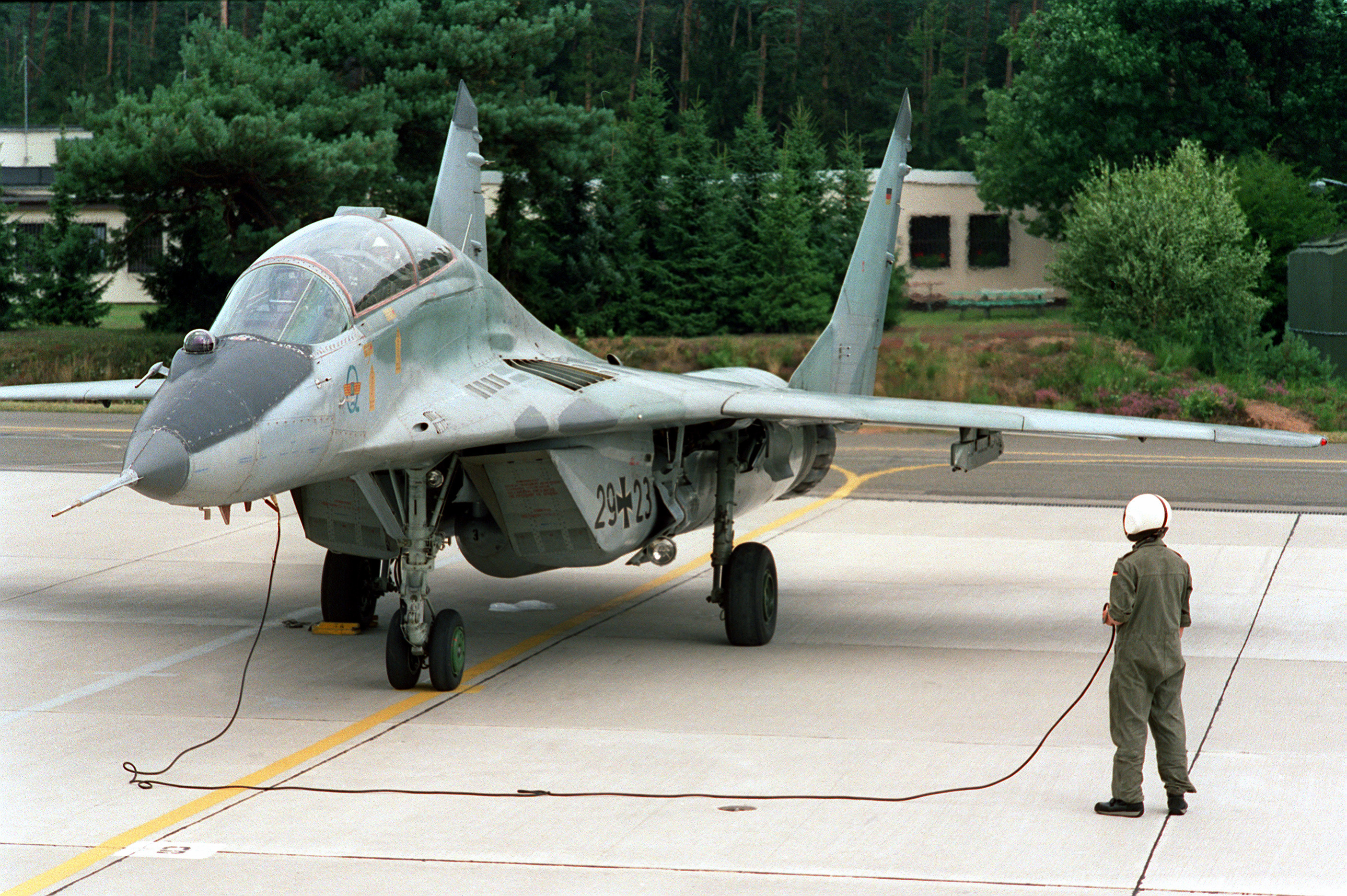
Deutsche MiG-29GT Fulcrum-B, Ramstein 1993

MiG-29 (Erzeugnis 9-11 / NATO-Codename RAM-L)
Prototyp; Erstflug am 6. Oktober 1977.
MiG-29 (Erzeugnis 9-12 / Fulcrum-A)
Erste Serienversion; Indienststellung im Jahr 1983.
MiG-29B-12 (Erzeugnis 9-12A bzw. 9-12B / Fulcrum-A)
Vereinfachte Exportversionen für Staaten des Warschauer Pakts (9-12A) oder andere Staaten (9-12B). Ohne System zum Abwerfen von Kernwaffen und mit vereinfachtem Radar, ECM und IFF.
MiG-29UB-12 (Erzeugnis 9-51 / Fulcrum-B)
Zweisitziges Trainingsflugzeug. Nur mit Infrarot-Sensor und ohne Radar. Erstflug am 29. April 1981.
MiG-29S (Erzeugnis 9-13 / Fulcrum-C)
Die MiG-29S ähnelt in ihrer äußeren Erscheinung der älteren MiG-29B, hat aber einen Buckel, eine markante Ausbeulung hinter der Pilotenkanzel. Dieser war der Grund für den Codenamen Fatback und wurde von westlichen Experten zunächst für einen zusätzlichen internen Tank gehalten; er nimmt tatsächlich aber das damals neue ECM-System L-203BE Gardenia-1 auf. Das Flugkontrollsystem wurde durch vier Computer verbessert, die die Flugstabilität verbesserten und den maximal möglichen Anstellwinkel um 2° erhöhten.
Die MiG-29S kann insgesamt drei 1150-Liter-Abwurftanks – einen unter jeder Tragfläche, einen unter dem Rumpf – tragen. Dafür wurde die GSch-30-1-Kanone verändert. Die Außenlaststationen der inneren Unterflügel wurden ebenfalls verbessert, um gleichzeitig zwei Nutzlasten von bis zu 4000 kg tragen zu können. Die Verbesserungen erlauben es auch, neue Luft-Luft-Raketen wie die R-27E (AA-10 „Alamo“) und R-77 (AA-12 „Adder“) einzusetzen. Die maximale Startmasse erhöhte sich so auf 20.000 kg.
Anfangs enthielt die Avionik der MiG-29S nur das neue IRST-Sichtsystem mit einem eingebauten Trainingssystem für IR- und Radarziel-Simulation. Die endgültige MiG-29S enthielt auch das Fasotron-N019M-Radar und ein verbessertes integriertes Selbsttestsystem (besonders für das Radar) zur Verringerung der Abhängigkeit von Bodensystemen. Eine geänderte Software erlaubt es der MiG-29S, bis zu zehn Ziele gleichzeitig zu verfolgen und zwei mit R-77-Raketen zu bekämpfen. Die MiG-29S besitzt auch begrenzte Bodenangriffsfähigkeiten mit ungelenkter Munition, was einen Schritt in Richtung Mehrzweckkampfflugzeug MiG-29SM war. Durch das Gewicht der neuen Avionik und die erweiterte Kraftstoffkapazität verschlechterten sich die Flugleistungen der Maschine etwas. MiG MAPO nannte die endgültige Version der MiG-29S auch MiG-29SD (Erzeugnis 9-13S).
48 MiG-29S wurden gebaut; dann wurde die Produktion zugunsten neuerer Versionen gestoppt. Der Erstflug fand am 4. Mai 1984 statt.
MiG-29SM (Erzeugnis 9-13M / Fulcrum-C)
Erweiterte Variante der MiG-29S mit der Fähigkeit, gelenkte Luft-Boden-Raketen und TV- und lasergelenkte Bomben zu tragen.
 MiG-29K (Erzeugnis 9-31 / Fulcrum-D)
Marineversion der MiG-29. Der Buchstabe „K“ stand für „Korabelnowo basirowanija“ (trägerbasiert). Das Flugzeug war dafür mit faltbaren Tragflächen, einem Fanghaken anstelle des Bremsschirms, vergrößerten Doppelspalt-Landeklappen und verstärktem Fahrwerk ausgerüstet. 1988 begann in Schukowski die Erprobung und im November 1989 führte Toqtar Äubäkirow auf der Admiral Kusnezow die erste Decklandung durch. Ursprünglich für Flugzeugträger der Admiral-Kusnezow-Klasse vorgesehen, wurde die geplante Serienproduktion im Jahr 1992 nicht begonnen. Inzwischen hatte sich die Militärdoktrin geändert, der Eiserne Vorhang war gefallen, der Ostblock und der Warschauer Pakt waren zerfallen, die Sowjetunion war zerfallen und zahlungsunfähig. Der Hersteller reaktivierte das Programm im Jahr 1999 und verbesserte die Version nochmals, die nun unter der Bezeichnung Erzeugnis 9-41 läuft. Am 20. Januar 2004 bestellte die indische Marine zwölf einsitzige MiG-29K und vier zweisitzige MiG-29KUB; sie wurden bis 2012 ausgeliefert. Die notwendigen Modifikationen für die indische Marine (heute Standard für alle aktuellen Versionen) enthielten das Schuk-M1E-Radar von Fasotron, das vier Ziele gleichzeitig mit RWW-AE-Lenkwaffen bekämpfen kann, zwei RD-33MK-Triebwerke mit 88,3 kN Schub, eine auf bis zu 5500 kg erhöhte Waffenzuladung an 13 Außenlaststationen, zusätzliche Treibstofftanks (wodurch sich die Gesamttreibstoffkapazität um 50 % auf 5200 kg gegenüber der ersten Version erhöhte), Tragflächen mit LERX und das verbesserte digitale Vierkanal-fly-by-wire-Flugkontrollsystem KSU-9.41. Zur Vernetzung der Avionik wird ein Datenbus Mil-Std 1553B verwendet. Aktuelle Serienversionen der MiG-29K und MiG-29KUB erhalten auch die große Cockpithaube der zweisitzigen Versionen. Bei der einsitzigen Variante wird anstelle des zweiten K-36D-3.5-Schleudersitzes ein zusätzlicher Treibstofftank eingebaut. Die verwendbaren Abwurftanks wurden auf zwei 1520-Liter-Tanks unter den Tragflächen und einen zentralen 2150-Liter-Tank vergrößert. Die Lebensdauer der Zelle wurde auf 4000 Stunden gesteigert. Mit speziellen radarabsorbierenden Beschichtungen bietet die MiG-29K eine um das vier- bis fünffache geringere Radarrückstrahlfläche als eine frühere MiG-29. Die Cockpit-Anzeigen enthalten ein Weitwinkel-Blickfelddarstellungsgerät und drei (sieben in der MiG-29KUB) 15 × 20-cm-Farbdisplays, israelische Störsenderbehälter EL/M-8222 und französische Sigma-95-GPS-Empfänger sowie ein helmgesteuertes Topsight-E-Zielsystem. Die einsetzbaren Waffen entsprechen (Stand 2005) der MiG-29M und MiG-29SMT. Der Erstflug der 9-31 fand am 23. Juni 1988 statt, der der 9-41 für Indien am 25. Juni 2007; die Serienfertigung begann 2008 und am 28. September 2009 landete eine MiG-29K erstmals auf einem Flugzeugträger. Die Auslieferung an Indien begann im Dezember 2009.
MiG-29KU (Erzeugnis 9-62)
Mit dem Start der Erprobung der ersten MiG-29K wurde auch die Planung für eine Trainingsversion in Angriff genommen. Es zeigte sich im Projektstadium, dass eine navalisierte Ausführung der MiG-29UB nicht für Flugzeugträger geeignet ist. Die Sicht im Landeanflug auf das Trägerdeck wäre für den Flugschüler und ganz besonders für den Fluglehrer ungenügend gewesen. Daher wurde die von der MiG-29K abgeleitete MiG-29KU entworfen, die vor dem herkömmlichen Cockpit ein weiteres separates Cockpit ohne Radar und mit starrer Luftbetankungssonde haben sollte (analog zur MiG-25PU). Es wurde ein Mock-Up vom Vorderrumpf erstellt. Mit dem Ende der Sowjetunion endete das Programm, ohne dass ein Prototyp der MiG-29KU gebaut wurde.
MiG-29KUB (Erzeugnis 9-47 / Fulcrum-D)
Identisch zur MiG-29K, aber zweisitzig und voll kampftauglich. Die erste für die indische Marine entwickelte MiG-29KUB hatte am 22. Januar 2007 am russischen Schukowski-Flugzeugtestzentrum ihren Erstflug.
 MiG-29M / MiG-33 (Erzeugnis 9-15 / Fulcrum-E)
Verbesserte Mehrzweckversion mit überarbeiteter Zelle. Die mechanischen Flugkontrollsysteme wurden durch ein Fly-by-Wire-System und die Triebwerke durch die verbesserten RD-33 Serie 3M ersetzt.
MiG-29M2 / MiG-29MRCA (Fulcrum-F)
Zweisitzige Version der MiG-29M mit etwas verringerter Überführungsreichweite von 1800 km. RAC MiG präsentierte diese Version auf verschiedenen Luftfahrtschauen in China, Indien und Russland (MAKS 2005).
MiG-29MU1/MU2
Modernisierte Version der Ukraine mit der Fähigkeit, den AS-14T-Lenkflugkörper einzusetzen.
MiG-29UBM (Erzeugnis 9-61 / Fulcrum-E)
Entwurf einer zweisitzigen Trainingsversion der MiG-29M.

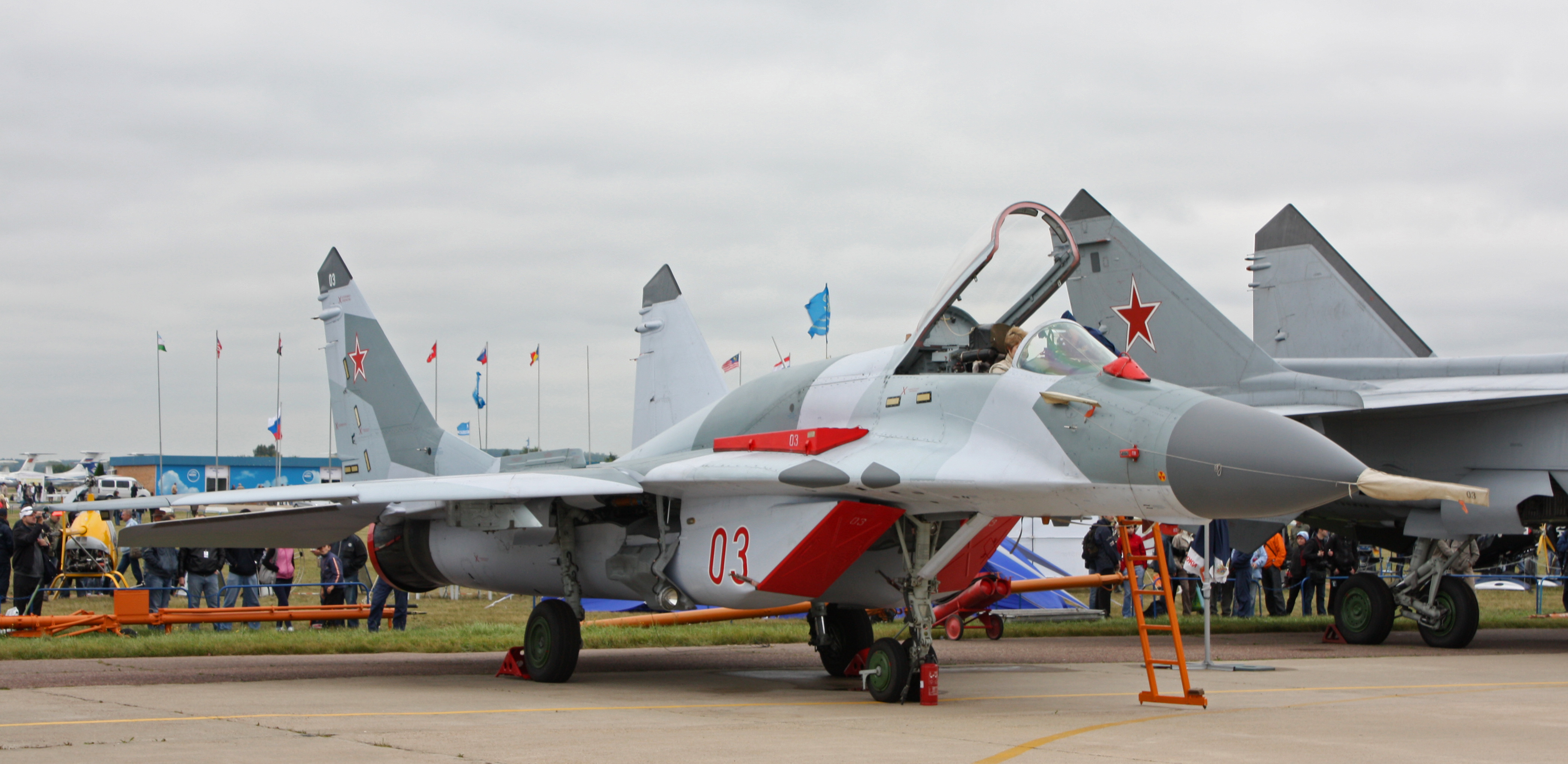
MiG-29SMT, MAKS 2009

MiG-29SMT (Erzeugnis 9-17 / Fulcrum)
Im Jahr 1998 wurde durch das russische Verteidigungsministerium ein Modernisierungsprogramm für die MiG-29 beschlossen. Insgesamt 150 bis 180 MiG-29SMT und 120 MiG-29UBT sollen für die russische Luftwaffe umgerüstet werden. Das Modernisierungsprogramm begann im September 1998 und die ersten 10 bis 15 MiG-29SMTs wurden noch im selben Jahr ausgeliefert; im Jahr 1999 folgten 20 bis 30 weitere Maschinen. Ab 2000 wurden etwa 40 MiG-29SMTs pro Jahr ausgeliefert.
Das Modernisierungsprogramm für die erste Generation von MiG-29 (9-12 bis 9-13) enthält viele Verbesserungen, die bei der MiG-29M eingeführt wurden. Dazu gehören zusätzliche Treibstofftanks im vergrößerten Rumpfrücken, die eine maximale Reichweite von 2100 km mit internem Treibstoff ermöglicht. Das Cockpit besitzt nun ein HOTAS-Design, zwei 152×203-mm-Farbbildschirme und zwei kleinere monochrome LCD. Das verbesserte Schuk-ME-Radar ähnelt bezüglich der Leistung dem der MiG-29M. Die verbesserten RD-33-Triebwerke liefern nun je 81,4 kN Nachbrennerschub. Die Waffenzuladung an den sechs Unterflügel- und einer zentralen Außenlaststation wurde auf bis zu 4500 kg erhöht. Die einsetzbaren Waffen entsprechen denen der MiG-29M. Das verbesserte Flugzeug besitzt auch eine Vorbereitung für nichtrussische Avionik und Waffen. Der Erstflug des Prototyps fand am 29. November 1997 statt.

MiG-29UBT (Erzeugnis 9-51T / 9-52 / Fulcrum)
SMT-Version der MiG-29UB. Erstflug am 25. August 1998. Eingesetzt von Algerien und dem Jemen.
MiG-29UPG (Fulcrum-A)
Modernisierte Version der MiG-29A für die indische Luftwaffe auf Basis der SMT-Version. Umfasst das PESA-Zhuk-ME-Radar, ein neues Waffenleitsystem und neue RD-33-Triebwerke der Serie 3. Die Lebensdauer der Flugzeugzelle wird dabei auf 3500 Stunden erhöht. Die erste Maschine absolvierte ihren Jungfernflug am 4. Februar 2011. Insgesamt sollen 63 Maschinen auf diesen Stand gebracht werden.
MiG-29OWT (Fulcrum-E)
Dieses Flugzeug ist eines von sechs Prototypen der MiG-29M von vor 1991. Die Version erhielt später Triebwerke mit Schubvektorsteuerung und ein Fly-by-wire-System. Sie diente als Testflugzeug für die mit Schubvektorsteuerung ausgestatteten Triebwerke und als Technologiedemonstrator bei verschiedenen Luftfahrtschauen für zukünftige Versionen der MiG-29M. Die Avionik ist identisch mit der der MiG-29M, nur im Cockpit-Design gibt es zusätzliche Schalter für die Schubvektorsteuerung. Die zwei RD-133-Triebwerke verfügen über schwenkbare Vektordüsen zur Schubvektorsteuerung. Der Erstflug fand im August 2003 statt.
MiG-29G/MiG-29GT (Fulcrum-A/B)
Diese Version war eine für die deutsche Luftwaffe auf NATO-Standard umgerüstete MiG-29/29UB der ehemaligen DDR. Die Umbauarbeiten wurden durch die MiG Flugzeug Produkt Support GmbH (MAPS), ein Joint-Venture zwischen MiG und DaimlerChrysler Aerospace, im Jahr 1993 ausgeführt.
MiG-29AS/MiG-29UBS (MiG-29SD / Fulcrum-A/B)
Version der slowakischen Luftwaffe der MiG-29/-29UB mit NATO-Kompatibilität. Den Umbau führten RAC MiG und westliche Firmen ab 2005 durch. Die Flugzeuge erhielten Navigations- und Kommunikationssysteme von Rockwell Collins, ein IFF-System von BAE Systems, ein neues Glascockpit mit Multifunktions-LCD-Anzeigen und Digitalrechnern. Die Bewaffnung des Flugzeugs blieb jedoch gleich. 12 der 21 vorhandenen MiG-29 wurden entsprechend umgerüstet und bis zum Februar 2008 ausgeliefert.
MiG-29 Sniper
Durch israelische Firmen verbesserte Version für die rumänische Luftwaffe. Der Erstflug fand am 5. Mai 2000 statt, das Programm wurde aber mit der Ausmusterung der rumänischen MiG-29 infolge der hohen Unterhaltskosten im Jahr 2003 eingestellt. Rumänien konzentrierte sich daraufhin auf die MiG-21 „Lancer“.
MiG-35 (Erzeugnis 9-61 bzw. 9-67 als Zweisitzer / Fulcrum-F)
Eine verbesserte Version der MiG-29M/M2 und MiG-29K/KUB.

## Nutzerstaaten

### Aktuelle Nutzer
- Algerien – Stand Januar 2018 befanden sich 23 MiG-29 in den Versionen C und UB im Dienst der Luftwaffe,[22]:326 nachdem es im Jahr 2006 zu einer vereinbarten Vertragslieferung von ursprünglich 28 MiG-29SMT, im Wert von 1,3 Mrd. US-$, kommen sollte. Nach der Lieferung von 15 Flugzeugen kam es zu einer Reklamation, infolge von Qualitätsmängeln, bei der Russland die bereits gelieferten Flugzeuge im April 2008 zurücknahm.[23]
- Aserbaidschan – Stand Januar 2018 befanden sich 16 MiG-29 und 2 MiG-29UB im Dienst.[22]:183
- Ägypten – Stand Januar 2019 befanden sich 14 MiG-29M/M2 im Dienst der Ägyptischen Luftstreitkräfte. Insgesamt sind 46 Flugzeuge bestellt.[24]:339
- Bangladesch – Stand Januar 2018 befanden sich 6 MiG-29 und 2 MiG-29UB im Dienst.[22]:246
- Belarus – Stand Februar 2019 befanden sich 24 MiG-29/S und 6 MiG-29UB im Dienst der Luftwaffe.[22]:186[25]
- Bulgarien – Stand Januar 2018 befanden sich 12 MiG-29A und 4 MiG-29UB im Dienst der Luftstreitkräfte.[22]:89
- Eritrea – Stand Januar 2018 befanden sich 4 MiG-29, 2 MiG-29SE und 2 MiG-29UB im Dienst der Streitkräfte,[22]:462 nachdem im Eritrea-Äthiopien-Krieg 4 MiG-29 aus Eritrea (geflogen von ukrainischen Söldnern) abgeschossen wurden, von Su-27 aus Äthiopien (die wiederum von russischen Söldnern pilotiert wurden).[26]
- Indien
Luftwaffe – Stand Januar 2018 befanden sich 43 MiG-29, 12 MiG-29UPG und 7 MiG-29UB im Dienst.[22]:264 Indien war der erste Abnehmer der MiG-29, mit über 50 Flugzeugen, als diese sich erst in der frühen Entwicklungsphase 1980 befanden.[27]
Marine – Stand Januar 2018 befanden sich 45 MiG-29K/UB im Dienst,[22]:263 die in den Jahren 2004 bis 2010 im Wert von 2,2 Mrd. US-$ aus Russland geliefert wurden und auf dem Flugdeckkreuzer Vikramaditya eingesetzt werden.[28]
- Iran – Stand Januar 2018 befanden sich 36 MiG-29 in den Versionen A und UB im Dienst der Luftwaffe.[22]:336 Die ersten Verhandlungen mit der UdSSR zur Lieferung von ersten 20 MiG-29 begannen im Jahr 1989, was bis zum Jahr 1996 im Kauf von 40 MiG-29 und 20 MiG-29UB mündete.[29] Des Weiteren sind während des Golfkriegs im Jahr 1991 einige irakische Piloten mit ihren MiG-29 über die Grenze in den Iran geflogen. Die Flugzeuge wurden danach nicht mehr zurückgegeben.[30]
- Kasachstan – Stand Januar 2018 befanden sich 12 MiG-29 und 2 MiG-29UB im Dienst.[22]:189
- Kuba – Stand Januar 2018 befanden sich 2 MiG-29A und 3 MiG-29UB im Dienst der Streitkräfte.[22]:402
- Malaysia – Stand Januar 2018 befanden sich 8 MiG-29N und 2 MiG-29NUB im Dienst,[22]:284 die allerdings seitens Indien abgekauft werden sollen.[31]
- Myanmar – Stand Januar 2018 befanden sich 11 MiG-29, 6 MiG-29SE, 10 MiG-29SM und 5 MiG-29UB im Dienst.[22]:288
- Nordkorea – Stand Januar 2018 befanden sich mindestens 18 MiG-29 in den Versionen A, S und UB im Dienst der Luftwaffe.[22]:277
- Peru – Stand Januar 2018 befanden sich 9 MiG-29S, 3 MiG-29SE, 6 MiG-29SMP und 2 MiG-29UBM im Dienst der Luftwaffe.[22]:336
- Polen – Stand Januar 2018 befanden sich 26 MiG-29A und 7 MiG-29UB im Dienst.[22]:137 Polen erhielt 12 Maschinen direkt vom Hersteller (9 MiG-29A und 3 MiG-29UB). Zehn weitere Maschinen (9 MiG-29A und 1 MiG-29UB) wurden 1995 von der tschechischen Luftwaffe übernommen[32]. 18 MiG-29G und 4 MiG-29GT aus deutschem Bestand, die noch in den Jahren 1988 und 1989 an die damalige DDR ausgeliefert wurden, wurden im Jahr 2003 für eine symbolische Summe von 1 € pro Flugzeug an Polen übergeben.[33] Von diesen wurden 14 Maschinen überholt und in den aktiven Dienst übernommen. Im März 2022 verfügte Polen noch über 28 MiG-29.[34]

Polen gab ab März 2023 zunächst acht MiGs an die Ukraine ab. Die Regierung Polens beantragte am 13. April 2023 bei der Regierung Deutschlands die Genehmigung, fünf weitere, von der deutschen Luftwaffe übernommene MiG-29-Flugzeuge an die Ukraine weitergeben zu dürfen. Die Genehmigung wurde am selben Tag ausgesprochen. Polen plant, auch alle seine restlichen MiG-29 der Ukraine zu überlassen.
- Russland
Luftstreitkräfte – Stand Januar 2018 befanden sich 66 MiG-29S/M, 4 MiG-29UBT,[37][38] und 44 MiG-29SMT im Dienst.[22]:199
Marine – Stand Januar 2018 befinden sich 19 MiG-29K und 3 MiG-29KUBR im Dienst.[22]:197
- Serbien – Stand Januar 2018 befanden sich 14 MiG-29 diverser Versionen im Dienst.[25]
- Syrien – Stand Januar 2018 befinden sich 30 MiG-29 in den Versionen A, SM und UB im Dienst.[22]:363
- Sudan – Stand Januar 2018 befanden sich 20 MiG-29SE und 2 MiG-29UB im Dienst.[22]:490
- Tschad – Stand Januar 2018 befand sich 1 MiG-29 im Dienst.[22]:455
- Turkmenistan – Stand Januar 2018 befanden sich 12 MiG-29/UB im Dienst der Luftwaffe.[22]:215
- Ukraine – Die ukrainische Luftwaffe hatte 185 Maschinen im Dienst. Im Herbst 2018 waren zirka 21 Stück einsatzbereit. 2014 waren 45 Flugzeuge auf der von Russland annektierten Krim, eine Maschine wurde vermutlich am 7. August von einer Buk abgeschossen,[39] bei einer weiteren Maschine bestand die Vermutung, dass sie von einer russischen MiG-29 abgeschossen worden war.[40] Im März 2023 erhielt die Ukraine (zunächst) 4 MiG-29 von Polen.[35] Weiterhin bekam sie ab dem 23. März 2023 13 ausgemusterte MiG-29 der slowakischen Streitkräfte geschenkt.[41] Es handelt sich hierbei um 10 einsatzfähige Flugzeuge und drei weitere ohne Triebwerke als Ersatzteilspender.[42]

### Ehemalige Nutzer
- Deutsche Demokratische Republik – Innerhalb der Luftstreitkräfte der NVA befanden sich ab 1988 20 MiG-29A und 4 MiG-29UB im Einsatz als DHS beim JG-3 in Preschen. Die MiG-29 der NVA stammten aus den Werken Nr. 84 in Chodynka (MiG-29A) und Nr. 21 in Gorki (MiG-29UB). Die Umschulung der Piloten und Techniker begann 1987, zunächst mit einem Vorbereitungslehrgang an der Offiziershochschule Kamenz. Sie wurde in der Sowjetunion in Frunse/Kirgisistan und Lugowaja/Kasachstan fortgesetzt. Da in den insgesamt 24 Maschinen auch das neuentwickelte Freund-Feind-System „Parol“ zum Einsatz kommen sollte, wurden sie erst ab März 1988 geliefert. Die ersten beiden MiG-29A wurden am 31. März in Dienst gestellt. Im Januar des folgenden Jahres war die Umrüstung der 1. und 2. Staffel des JG-3 „Wladimir Komarow“ von der MiG-21MF auf die MiG-29 abgeschlossen. Der Flugdienst begann am 3. Mai 1988. Probleme bereitete die Unterbringung in den geschlossenen Deckungen GDF-12. In den zwölf Meter breiten Unterständen wurden Führungsschienen in den Boden eingelassen, um die MiG-29 (Spannweite 11,36 m) unbeschädigt heraus- und hineinbugsieren zu können. Bis zur Auflösung des JG-3 absolvierten die MiG-29 noch etwa 4000 Flugstunden. Der letzte Flugdienst wurde am 27. September 1990 absolviert. Vor der Übergabe der Maschinen an die Bundeswehr entfernten sowjetische Techniker das „Parol“-Gerät.[43] Die Lieferung von 145 bereits fest bestellten weiteren MiG-29 wurde 1990 von Rainer Eppelmann, dem Minister für Abrüstung und Verteidigung in der letzten DDR-Regierung, storniert. Dies wurde von leitenden Mitarbeitern des Bundesverteidigungsministeriums als Fehler betrachtet.[44]
- Deutschland – Nach der Auflösung der Nationalen Volksarmee und nach der Wiedervereinigung mit der Deutschen Demokratischen Republik 1990 wurden die 20 MiG-29A und 4 MiG-29UB von der DDR übernommen. Damit war Deutschland das erste und einzige NATO-Mitglied vor der Osterweiterung, das dieses Flugzeugmodell besaß. Die Flugzeuge wurden nach einer Erprobungsphase und der Umrüstung aller Maschinen auf NATO-Standards unter der neuen Bezeichnung MiG-29G bzw. GT (G für German, GT German Trainer) der deutschen Luftwaffe unterstellt. Diese Umrüstung wurde 1990/91 durch Angehörige der Überleitungsstelle Materialwirtschaft konzipiert und das erste Flugzeug MiG-29 (29+07) durch den Ingenieurunterstützungsbereich Cottbus, den Instandsetzungsbereich Cottbus und die Wehrtechnische Dienststelle Manching (WTD-61) in Zusammenarbeit mit dem Chefkonstrukteur Waldenberg (IKB Mikojan Moskau) 1992 umgerüstet und der Flugerprobung bei der WTD-61 unterzogen.
Die nächsten Flugzeuge wurden in Cottbus umgerüstet und durch das Dezernat MiG-29 der Überleitungsstelle Strausberg zum Fluge zugelassen. Die Erweiterung der Navigationsanlage mit einem GPS-System für sieben Luftfahrzeuge wurde in Zusammenarbeit von der Ingenieurunterstützungsgruppe Cottbus und der WTD-61 durchgeführt. Später wurde die DASA (zwischenzeitlich EADS, heute Airbus Group) in die Umrüstung einbezogen, um alle Luftfahrzeuge MiG-29 so schnell wie möglich auf den NATO-Standard umzurüsten. Später erhielten sieben dieser Flugzeuge (nur G) zur Reichweitenerhöhung zusätzliche Unterflügelkraftstofftanks und eine verbesserte Navigationsanlage. Die zum Teil von den USA finanzierte Umrüstung übernahm das Unternehmen DASA; sie umfasste kompatible Kommunikationssysteme, GPS-Navigationssystem, Zusatztanks sowie ein geändertes Waffensystem. Hintergrund war die von den USA gewünschte Verlegung einiger Maschinen zu Manöverzwecken in die USA, wo die MiGs fortan regelmäßig für US-Luftwaffe, Marine-Corps-Flieger und Navy als Übungsgegner dienten. Die Maschinen wurden beim Jagdgeschwader 73 „Steinhoff“ am 1. Juni 1993 zunächst auf dem Flugplatz Preschen in Dienst gestellt und 1994 in Laage bei Rostock stationiert. Das Jagdgeschwader 73 „S“ war der 3. Luftwaffendivision in Berlin-Gatow unterstellt (heute: 2. Luftwaffendivision Birkenfeld). Die Maschinen dienten unter anderem als Alarmrotte der Überwachung des deutschen Luftraums und waren der NATO zugeteilt.[45] Bis 2003 absolvierten Luftwaffenpiloten über 30.000 Flugstunden auf der MiG-29. Eine Maschine stürzte am 25. Juni 1996 ab.[46] Im Zuge der Einführung des Eurofighters unterschrieben am 24. Juni 2003 die Bundesrepublik Deutschland und Polen – das 1999 der NATO beigetreten war – einen Überlassungsvertrag, der den Verkauf der 22 MiGs für den symbolischen Preis von 1 Euro pro Stück an die Luftstreitkräfte Polens regelte.[33] Die letzten dieser Maschinen wurden am 4. August 2004 nach Polen überführt.[46] Das einzige nicht verkaufte Flugzeug mit der Bezeichnung 29+03 ging als Ausstellungsobjekt in den Bestand des Militärhistorischen Museums der Bundeswehr auf dem Flugplatz Berlin-Gatow über und ist dort im Rahmen der Ausstellung „Zwischenlandung – Militärische Luftfahrt in Deutschland“ im Hangar 3 zu besichtigen.
- Irak – Bis zum Januar 2018 außer Dienst gestellt.[22]:339
- Jemen – Bis zum Januar 2018 außer Dienst gestellt.[22]:370
- Moldau – Von den ausgelieferten 34 MiG-29A und MiG-29UB sind 21 an die USA und der Rest nach Jemen und Eritrea verkauft worden.[47] 6 MiG-29s sollen noch in Moldawien eingelagert sein und zur Ersatzteilgewinnung genügen.[48]
- Rumänien – Bis zum Januar 2018 außer Dienst gestellt.[22]:142
- Slowakei – Stand Januar 2018 befanden sich 10 MiG-29AS und 2 MiG-29UBS im Dienst, die ICAO- und NATO-Standards entsprachen.[22]:146 Am 18. August 2022 wurden die slowakischen MiG-29 auf dem Slovak International Air Fest offiziell außer Dienst gestellt.[49] Am 23. März 2023 begann die Übergabe aller 13 MiG-29 (zehn einsatzfähige und drei ohne Triebwerke als Ersatzteilspender[42]) an die Ukraine.[41] Russischen Angaben zufolge verstößt die Slowakei damit gegen eine 1997 mit Russland abgeschlossene Endverbleibserklärung. Russland veröffentlichte das Vertragsdokument.[50]
- Sowjetunion – Etwa 800 MiG-29 aller Versionen wurden an die Luftstreitkräfte der Sowjetunion ausgeliefert, davon waren rund 500 im Mutterland stationiert, der Großteil davon (350 Stück) im europäischen Teil der Sowjetunion. Die restlichen 300 MiG-29 waren auf Luftstützpunkte in der DDR, der ČSSR und Ungarn verteilt. Der mit 250 Exemplaren erheblich größte Anteil davon war der 16. Luftarmee in der DDR zugeordnet.[51]
- Tschechien – Im Jahr 1995 fand ein Bartergeschäft zwischen Tschechien und Polen statt, bei dem Tschechien seine MiG-29, die davor zwei Jahre eingelagert waren, gegen 11 PZL-W-3-Sokół-Hubschrauber tauschte.[32]
- Ungarn – Bis zum Januar 2018 außer Dienst gestellt.[22]:115
- Vereinigte Staaten – Im Rahmen des „Nunn-Lugar Cooperative Threat Reduction Program“ wurden im Jahr 1997 21 Flugzeuge von Moldawien erworben, darunter 14 MiG-29S mit speziellen Radarsystemen und der Fähigkeit, Kernwaffen zu tragen. Damit sollte einerseits ein weiterer Verkauf der Flugzeuge an „Schurkenstaaten“, insbesondere den Iran, verhindert werden und andererseits sollten diese zum Ausforschen der russischen Technik sowie als Gegner bei Luftkampfübungen dienen, um Kampfsituationen besser simulieren zu können.[52]

Ehemalige Interessenten
- Libanon – Die Luftstreitkräfte des Libanon sollten von Russland zehn MiG-29 erhalten.[53] In einem geleakten Stratfor-Dokument wurde diese Ankündigung als PR-Stunt bezeichnet.[54]
- Libyen – Im Jahr 2007 wurde Interesse bekundet u. a. 12 MiG-29SMT zu kaufen.[55]

## Technische Daten
| Kenngröße                | MiG-29 (Fulcrum-A)                                                                                                | MiG-29K (Fulcrum-D)                                                                                               | MiG-29M (Fulcrum-E)                                                                                               |
| ------------------------ | --- | --- | --- |
| Besatzung                | 1 | 1 | 1 |
| Länge                    | 17,32 m | 17,36 m | |
| Spannweite               | 11,36 m | 11,99 m | 11,36 m |
| Höhe                     | 4,73 m | 5,18 m | 4,73 m |
| Flügelfläche             | 38,06 m² | ca. 43 m² | 38,06 m² |
| Flügelstreckung          | 3,40 | 3,34 | 3,40 |
| Tragflächenbelastung     | - minimal (Leermasse): 288 kg/m² - nominal (normale Startmasse): 441 kg/m² - maximal (max. Startmasse): 539 kg/m² | - minimal (Leermasse): 255 kg/m² - nominal (normale Startmasse): 430 kg/m² - maximal (max. Startmasse): 520 kg/m² | - minimal (Leermasse): 305 kg/m² - nominal (normale Startmasse): 460 kg/m² - maximal (max. Startmasse): 552 kg/m² |
| Leermasse                | 10.980 kg | ca. 11.000 kg | 11.600 kg |
| normale Startmasse       | 16.800 kg | 18.500 kg | 17.500 kg |
| max. Startmasse          | 20.500 kg | 22.400 kg | 21.000 kg |
| Kraftstoffkapazität      | - 3.190 kg (intern) - 3.820 kg (extern)                                                                           | k. A. | - 4.526 kg (intern) - 3.820 kg (extern)                                                                           |
| Höchstgeschwindigkeit    | Mach 2,25 bzw. 2.390 km/h (auf optimaler Höhe)                                                                    | Mach 2,1 bzw. 2.230 km/h (auf optimaler Höhe)                                                                     | - auf optimaler Höhe: Mach 2,3 bzw. 2.445 km/h - auf Meereshöhe: Mach 1,23 bzw. 1.511 km/h                        |
| Dienstgipfelhöhe         | 18.013 m | 17.400 m | ca. 18.000 m |
| max. Steigrate           | 330 m/s | 260 m/s | 330 m/s |
| Einsatzradius            | k. A. | k. A. | 1.015 km |
| max. Reichweite          | - ohne Zusatztanks: 1.200 km - mit Zusatztanks: 2.900 km                                                          | k. A. | - ohne Zusatztanks: 2.200 km - mit Zusatztanks: 3.500 km                                                          |
| Triebwerke               | 2× Klimow RD-33-Mantelstromtriebwerke                                                                             | 2× Klimow-RD-33K-Mantelstromtriebwerke                                                                            | 2× Klimow-RD-33MK-Mantelstromtriebwerke                                                                           |
| Schubkraft               | - mit Nachbrenner: 2 × 81,40 kN - ohne Nachbrenner: k. A.                                                         | - mit Nachbrenner: 2 × 86,30 kN - ohne Nachbrenner: 2 × 49,39 kN                                                  | - mit Nachbrenner: 2 × 88,29 kN - ohne Nachbrenner: 2 × 52,97 kN                                                  |
| Schub-Gewicht-Verhältnis | - maximal (Leermasse): 1,51 - nominal (normale Startmasse): 0,99 - minimal (max. Startmasse): 0,81                | - maximal (Leermasse): 1,60 - nominal (normale Startmasse): 0,95 - minimal (max. Startmasse): 0,78                | - maximal (Leermasse): 1,55 - nominal (normale Startmasse): 1,03 - minimal (max. Startmasse): 0,86                |
| Bewaffnung               | 4.500 kg Waffenlast                                                                                               | 5.500 kg Waffenlast                                                                                               | 5.000 kg Waffenlast                                                                                               |

## Bewaffnung
Festinstallierte Bewaffnung im Bug

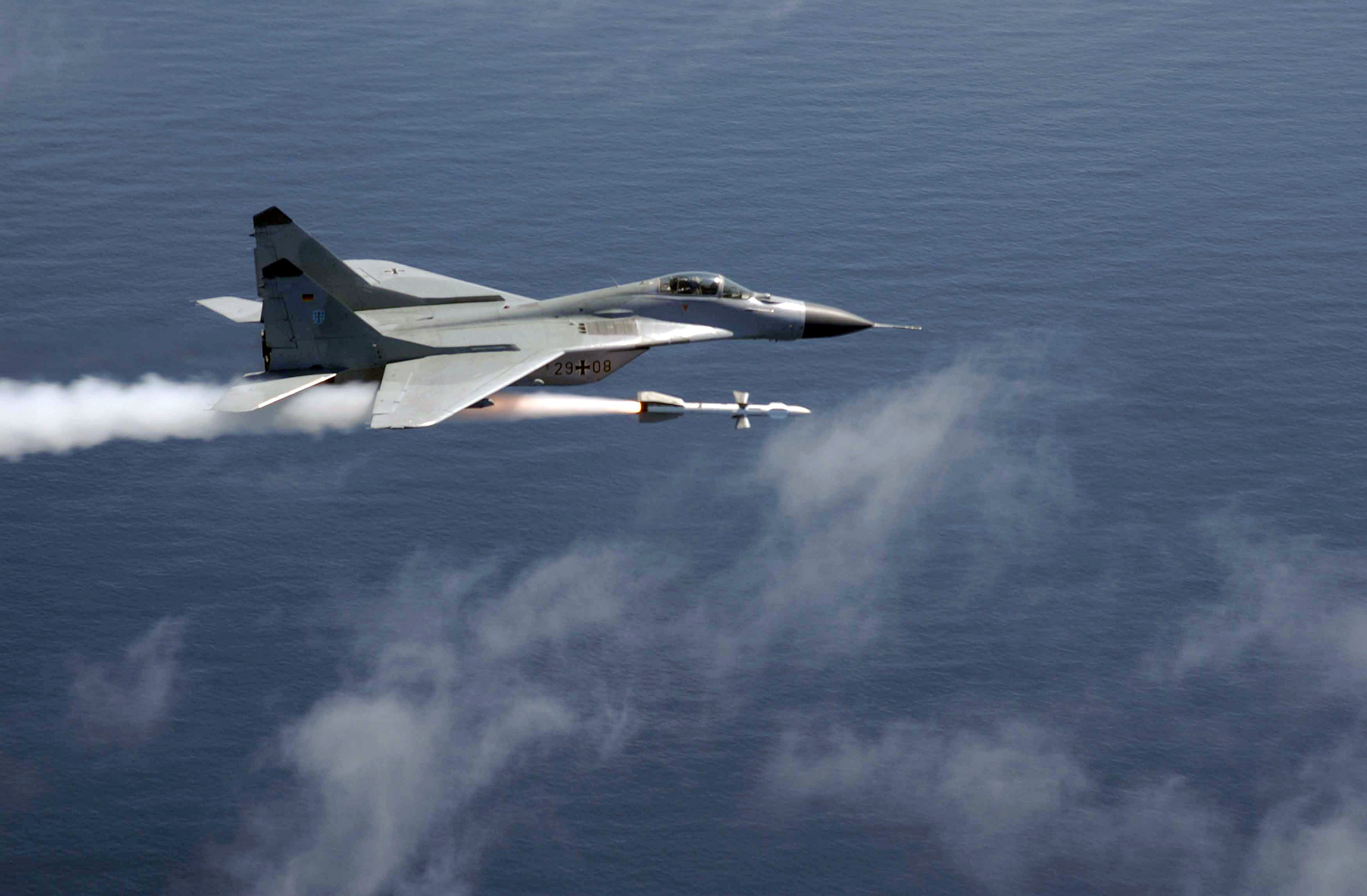
MiG-29 der deutschen Luftwaffe beim Abfeuern einer Luft-Luft-Rakete Wympel R-27R, 2003

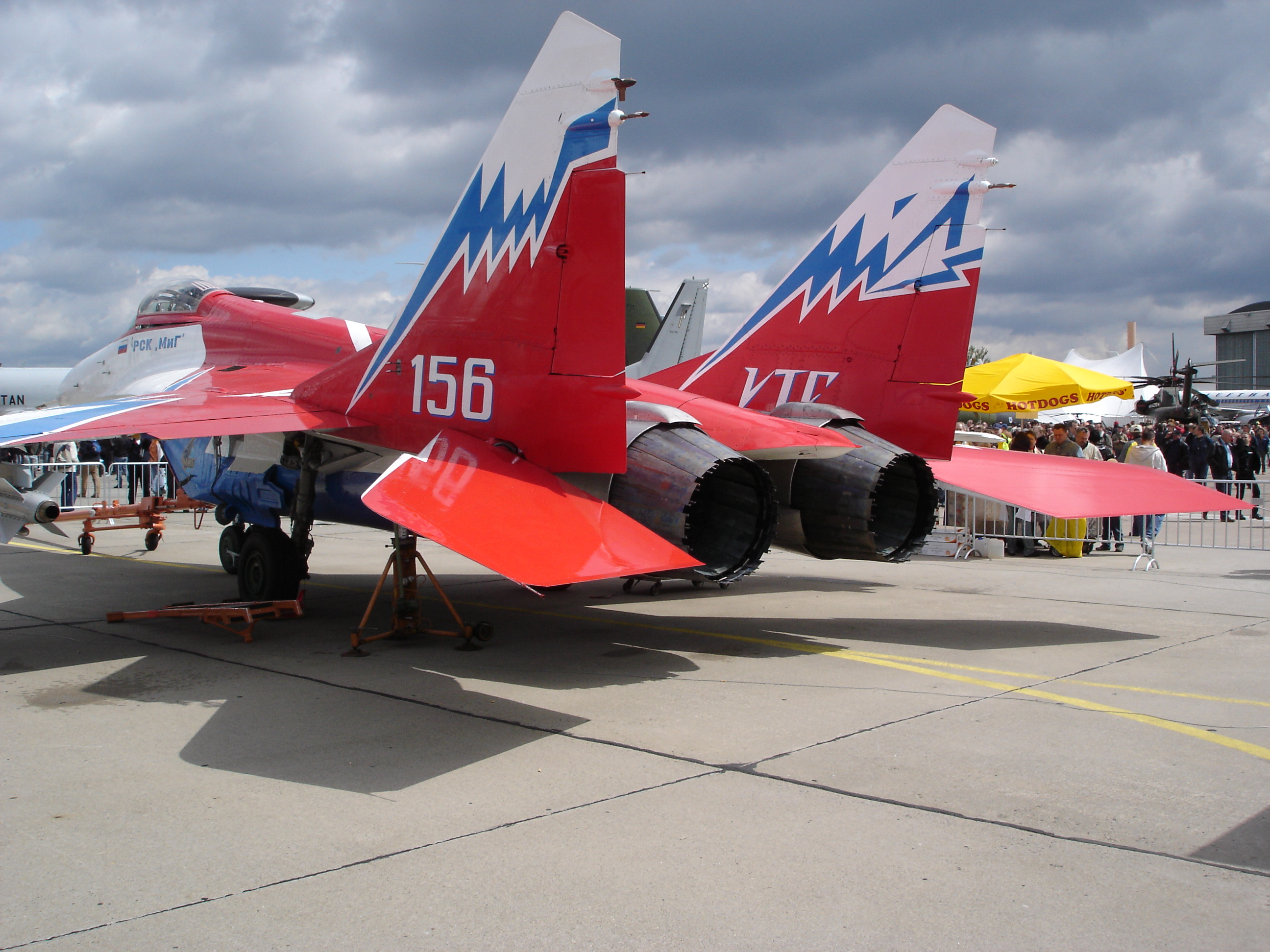
MiG-29OWT, Triebwerk mit Schubvektorsteuerung

- 1 × 30-mm-Maschinenkanone Grjasew-Schipunow GSch-301 (9A-4071K) mit 150 Schuss Munition

Waffenzuladung von 3500 kg an sieben Außenlaststationen

### Ab MiG-29A
Luft-Luft-Lenkflugkörper
- 2 × AKU/APU-470-Startschienen für je eine GosMKB Wympel JSC R-27R (AA-10 „Alamo-A“) – halbaktiv radargelenkt für Mittelstrecken[56]
- 2 × AKU/APU-470-Startschienen für je eine GosMKB Wympel JSC R-27T (AA-10 „Alamo-B“) – infrarotgesteuert für Mittelstrecken
- 4 × APU-60-1-Startschienen für je eine MKB Wympel R-60M (AA-8 „Aphid“) – infrarotgesteuert für Kurzstrecken

Ungelenkte Luft-Boden-Raketen
- 4 × GosMKB Wympel B-8M1-Raketen-Rohrstartbehälter für je 20 × ungelenkte S-8-Luft-Boden-Raketen; Kaliber 80 mm

Ungelenkte Bomben
- 2 × MBD3-U6-68-Bombenrack mit je 6 × FAB-100 (100-kg-Freifallbombe)
- 2 × Basalt FAB-250M-62 (250-kg-Freifallbombe)
- 2 × RBK-250-275 (275-kg-Streubombe)

Freifallende Kernwaffen
- 2 × RN-24 (taktische 30-kT-Freifall-Nuklearbombe)[57]

Externe Behälter
- 2 × abwerfbarer Zusatztank PTB-1150 für je 1150 Liter Kerosin
- 1 × abwerfbarer Zusatztank PTB-1500 für 1500 Liter Kerosin

### Ab MiG-29SM
Luft-Luft-Lenkflugkörper

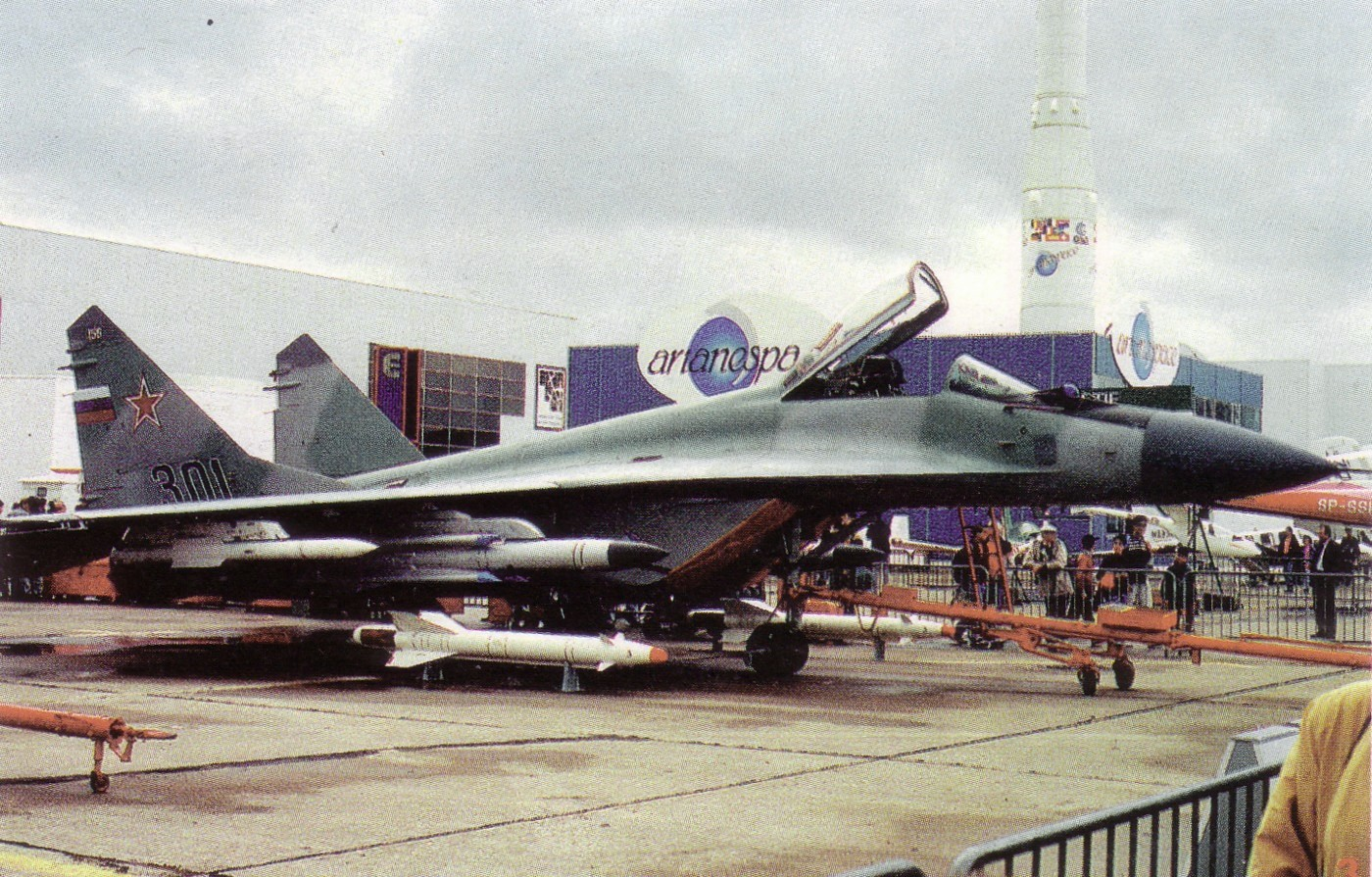
Russische MiG-29M Fulcrum-E mit Ch-31, Ch-25 und R-77, Le Bourget 1993

- 2 × AKU/APU-470-Startschienen für je eine GosMKB Wympel JSC R-27ER1 (AA-10 „Alamo-A“) – halbaktiv radargelenkt für Mittelstrecken[56]
- 2 × AKU/APU-470-Startschienen für je eine GosMKB Wympel JSC R-27ET1 (AA-10 „Alamo-B“) – infrarotgesteuert für Mittelstrecken
- 6 × AKU-170E-Startschienen für je eine GosMKB Wympel JSC R-77 / RWW-AE (AA-12 „Adder“) – radargelenkt für Langstrecken
- 4 × P-12-1-D-Startschienen für je eine GosMKB Wympel JSC R-73E/EL (AA-11 „Archer“) – infrarotgesteuert für Kurzstrecken

Luft-Boden-Lenkflugkörper
- 2 × AKU-58M-Startschiene für je eine GosMKB Wympel Ch-29TE (9M721 / AS-14 „Kedge-B“) – fernsehgelenkt
- 4 × APU-68UM3-Startschiene für je eine Tactical Missiles Corporation JSC Ch-25ML (AS-10 „Karen“) – lasergelenkt
- 4 × AKU-58M-Startschiene für je eine GosMKB Wympel Ch-29L (9M721 / AS-14 „Kedge-B“) – lasergelenkt
- 2 × AKU-58M-Startschiene für je eine Tactical Missiles Corporation JSC Ch-31P (AS-17 „Krypton“) – passiver Antiradar-Lenkflugkörper
- 2 × AKU-58M-Startschiene für je eine Tactical Missiles Corporation JSC Ch-31A (AS-17 „Krypton“) – radargelenkter Schiffszielkörper
- 2 × APU-68UM3-Startschiene für je eine Tactical Missiles Corporation JSC Ch-25MP (AS-12 „Kegler“) – passiver Antiradar-Lenkflugkörper
- 4 × AKU-58M-Startschiene für je eine GosMKB Wympel Ch-29T (9M721 / AS-14 „Kedge-B“) – fernsehgelenkt

Gelenkte Bomben
- 4 × Region JSC KAB-500L (lasergelenkte 500-kg-Bombe)
- 4 × Region JSC KAB-500Kr / KAB-500-OD (fernsehgelenkte 500-kg-Bombe / mit thermobarischem Sprengkopf)

## Selbstverteidigungssysteme

### Aktive Maßnahmen
Täuschkörperwerfer
In einem rechteckigen Behälter am Fuße des Seitenleitwerkes befindet sich je ein BWP-30-26M-Täuschkörperwerfer für je 30 × PPI-26-IR-Täuschkörpern oder PPR-26-Aluminiumstreifen (26-mm-Täuschkörper). Insgesamt sind 60 Täuschkörperpatronen vorhanden.

### Passive Maßnahmen
- 2 × Radarwarnsensoren Sirena-3 SPO-15LM L006LM Berjosa